# Sal (historická oblast)
Historická oblast Sal se nacházela na území Slezska, v pozdějším Těšínském knížectví. Sůl se zde buď těžila, pravděpodobněji získávala vyvařováním ze solných pramenů. Latinský název Sal vznikl díky výskytu soli v této oblasti.   
V listinách benediktinské opatství v Týnci u Krakova byly listiny, kterými toto opatství získalo řadu práv na vyvařování soli v oblasti zvané Sal. V listině z 25. května 1223 byla zmíněna oblasti Sal. Tato listina potvrzovala přidělení desátků ženskému premonstrátskému klášteru v Rybniku, přesněji upravila změnu držení desátků náležejících kostelu v Rybniku za desátky z obcí, které příslušely kostelu v oblasti Sal. V roce 1242 Konrád II. Mazovský potvrdil právo získávat sůl ze solného pramene vyvařováním, spolu se svobodným právem lovu bobrů ve všech týneckých usedlostech.
Dle zakládací listiny kláštera v Orlové, z roku 1268, se Matyáš Kasperlik ve svých pracích domníval, že Sal je Solca, ev. přímo Orlová.